# أشرف خاطئة (فلم)
أشرف خاطئة هو فيلم مصري من إخراج عبد الرحمن شريف وبطولة ناهد شريف، نور الشريف، زيزي مصطفى، توفيق الدقن، غسان مطر وفتحية شاهين، صدر الفيلم في 11 يونيو 1973.

## نبذه
يفقد المهندس سامح بصره. تذهب زوجته سلوى لمدير الشركة حتى تستعجله في توقيع أوراق سفره للعلاج بالخارج. يطمع فيها ويساومها على نفسها مقابل الموافقة. ترضخ له لإنقاذ زوجها، يعود لسامح بصره. تنجح زيزي عشيقة المدير في إيقاعه في شباكها ولكنه يندم ويبتعد عنها.

## طاقم العمل
- ناهد شريف بدور زيزي
- نور الشريف بدور المهندس سامح
- زيزي مصطفى بدور سلوى
- توفيق الدقن بدور منصور
- غسان مطر بدور كريم مدير الشركة
- فتحية شاهين بدور أم سلوى

## وصلات خارجية
- مقالات تستعمل روابط فنية بلا صلة مع ويكي بيانات